# 北陸フリー乗車券
北陸フリー乗車券（ほくりくフリーじょうしゃけん）は、東日本旅客鉄道（JR東日本）が2013年春から2015年春まで発売していた特別企画乗車券である。東京地区から北陸フリーエリアまでの往復がセットになった割引きっぷであり、北陸フリーエリア内は普通列車の乗り降りが自由であった。
この記事では、2006年春に発売されていた北陸観光フリーきっぷ（JR東日本）、および2006年夏から2013年春まで発売されていた北陸フリーきっぷ、2024年春に発売された北陸応援フリーきっぷについても述べる。

## 北陸フリー乗車券
東京地区から北陸地方への上越新幹線経由の指定席往復割引・エリア内フリーきっぷとしてそれまで発売されていた「北陸フリーきっぷ」が2013年3月31日利用分をもって発売終了となり、新たに同年4月1日より乗車券部分のみ往復割引・エリア内普通列車フリーきっぷの「北陸フリー乗車券」として発売開始された。
フリーエリアまでの往復の経路は、高崎線（大宮 - 高崎）・上越線（高崎 - 六日町または長岡）・北越急行ほくほく線（六日町 - 犀潟）・信越本線（長岡または犀潟 - 直江津）・北陸本線（直江津 - 黒部）に指定され、この経路上では普通列車をそのまま乗車することが可能。さらに、特急料金を別に支払うことによって、上越新幹線（東京または大宮 - 越後湯沢または長岡）と「はくたか」、「北越」などの特急列車とを、越後湯沢または長岡で乗り継いで乗車できる。
フリーエリア内は普通列車が4日間乗り降り自由である。また、特急料金を支払うことによって特急列車にも乗車が可能である。フリーエリアは西日本旅客鉄道（JR西日本）の以下の区間である。
- 北陸本線：福井駅 - 黒部駅
- 七尾線：全線
- 城端線：全線
- 氷見線：全線
- 高山本線：猪谷駅 - 富山駅

### 種類・有効期間
大人用と子供用が発売されている。子供用は大人用の半額である。いずれも有効期間は4日間。利用制限期間は設けられていないため、正月やゴールデンウィーク期間中も利用できる。
| ＼発駅 | 東京都区内 | 大宮〜川口・戸田公園 |
| ------ | ---------- | -------------------- |
|        | 10,800円   | 10,380円             |

## 北陸フリーきっぷ
東京地区から北陸地方への上越新幹線経由の指定席往復割引きっぷとして、それまで発売されていた「金沢往復きっぷ」と「富山往復きっぷ」（いずれも7日間有効）が2004年7月31日利用分をもって発売終了となり、それらを統合し新たにフリーエリアを付け加えた形となる4日間有効のきっぷが、同年8月1日利用分から「北陸フリーきっぷ」として発売された。
普通車用とグリーン車用の2タイプが設定されている。フリーエリアまでの往復には、上越新幹線と「はくたか」、「北越」などの特急列車とを越後湯沢または長岡で乗り継いで利用できる。普通車用は普通車指定席を、グリーン車用はグリーン車指定席を利用できる。また、寝台特急「北陸」も2010年3月13日のダイヤ改正で廃止されるまではB寝台（1人用個室「ソロ」を含む）を利用することができた。
フリーエリア内は普通車用かグリーン車用かを問わず、特急列車を含む普通車自由席が4日間乗り降り自由である。フリーエリアは西日本旅客鉄道（JR西日本）の以下の区間である。
- 北陸本線：福井駅 - 黒部駅
- 七尾線：全線
- 城端線：全線
- 氷見線：全線
- 高山本線：猪谷駅 - 富山駅

北陸本線のフリーエリアは、2010年6月1日発売分から福井駅 - 黒部駅に拡大された（それまでは加賀温泉駅 - 富山駅の区間）。
発売当初は富山港線の全線も含まれていたが、2006年3月1日に同線がJR西日本としては廃止された際にフリーエリアから除かれた。

### 種類・有効期間
グリーン車用は大人用のみ、普通車用は大人用と子供用が発売されている。子供用は大人用の半額である。いずれも有効期間は4日間。利用制限期間は設けられていないため、正月やゴールデンウィーク期間中も利用できる。
| 種類＼発駅   | 東京都区内 | 大宮〜川口・戸田公園 |
| ------------ | ---------- | -------------------- |
| グリーン車用 | 24,100円   | 23,700円             |
| 普通車用     | 21,500円   | 21,100円             |

北陸本線のフリーエリアが拡大された際に100円値上げされている。一方でフリーエリアから富山港線が除外され、寝台特急「北陸」の廃止によりB寝台が適用外になった時は値段が据え置かれている。

## 北陸観光フリーきっぷ
2006年春にJR東日本・JR東海・JR西日本が共同で実施した「Japanese Beauty ホクリク」キャンペーンに合わせて、期間限定で「北陸観光フリーきっぷ」（大人用）と「こども北陸観光フリーきっぷ」（子供用）がJR東日本から発売された。東京地区から北陸のフリーエリアまでの往復がセットになっておりフリーエリアまでの往復には上越新幹線と「はくたか」、「北越」などの特急列車とを乗り継ぐ点などは「北陸フリーきっぷ」と同じである。
「北陸フリーきっぷ」との主な相違点は以下のとおり。
- 利用期間は2006年4月1日から6月30日までの期間限定。
- 大人用は2人または3人が同一行程となる場合にのみ利用できる。子供用は大人用と同一行程となる場合にのみ利用できる。
- グリーン車用はない。
- 有効期間は3日間。
- 寝台特急「北陸」を利用する場合は運賃のみ有効となり、特急券・寝台券が別に必要。
- フリーエリアには「北陸フリーきっぷ」のフリーエリアに加え、北陸本線福井駅 - 加賀温泉駅間が含まれる。
- 1人分のねだんは大人用の東京都区内発が17,000円、大宮〜川口・戸田公園発が16,500円、子供用は発駅にかかわらず3,000円。

## 北陸応援フリーきっぷ
令和6年能登半島地震の被災地復興目的で、2024年春に発売された乗車券である。

### 種類・有効期間
- 利用期間は2024年2月16日～3月15日。
- 発売期間は2024年2月16日～3月15日、利用開始日前日までの販売。
- 発売価格は東京都区内発が20,000円。グリーン車用や小人料金の設定はなし。
- 有効期間は4日間。
- 往路の東京都区内からフリーエリアまでは北陸新幹線の普通車指定席が1回に限り利用可能であり、復路はフリーエリアから東京都区内まで北陸新幹線の普通車自由席が利用可能である。

### フリーエリア
以下の区間の新幹線を含む特急列車、普通列車の普通車自由席が乗り降り自由のフリーエリアである。
- 北陸新幹線：黒部宇奈月温泉駅 - 金沢駅
- 北陸本線：敦賀駅 - 金沢駅
- 小浜線：小浜駅 - 敦賀駅
- 越美北線：全線
- 七尾線：全線
- 城端線：全線
- 氷見線：全線
- 高山本線：猪谷駅 - 富山駅
- IRいしかわ鉄道線：全線
- あいの風とやま鉄道線：倶利伽羅駅 - 黒部駅